# Copa do Mundo de Voleibol Feminino de 1973
A Copa do Mundo de Voleibol Feminino de 1973 foi a primeira edição do torneio organizado pela Federação Internacional de Voleibol (FIVB) a cada quatro anos. Foi disputado de 19 a 28 de outubro de 1973 no Uruguai. Dez seleções disputaram o certame  vencido  pela União Soviética. Esta foi a única edição do torneio na qual o país sede não foi o Japão.

## Formato de disputa
A competição foi disputada por dez seleções divididas em dois grupos (A e B) que se enfrentaram entre si dentro de seus grupos em turno único. As duas melhores equipes de cada grupo se enfrentaram em cruzamento olímpico (primeiro de um grupo contra o segundo do outro) nas semifinais  e as vencedoras  se enfrentam na final, sendo vencedor o campeão desta edição. O terceiros e quartos de cada grupo também realizaram um cruzamento olímpico para definir quais irão disputar a 5ª e a 7ª posição. Os últimos colocados de cada grupo se enfrentaram para disputar a nona colocação.

## Equipes participantes
| Equipe          | Qualificação                          | Última participação |
| --------------- | ------------------------------------- | ------------------- |
| Uruguai         | País-sede                             | Estreante           |
| Argentina       | Convite                               | Estreante           |
| Brasil          | Campeonato Sul-Americano de 1973 (2º) | Estreante           |
| Canadá          | Campeonato NORCECA de 1973 (2º)       | Estreante           |
| Coreia do Sul   | Convite                               | Estreante           |
| Cuba            | Campeonato NORCECA de 1973 (1º)       | Estreante           |
| Estados Unidos  | Convite                               | Estreante           |
| Japão           | Convite                               | Estreante           |
| Peru            | Campeonato Sul-Americano de 1973 (1º) | Estreante           |
| União Soviética | Campeonato Europeu de 1971 (1º)       | Estreante           |

## Primeira fase

### Grupo A
|     |           |     | Jogos | Jogos | Jogos | Sets | Sets | Sets  | Pontos | Pontos | Pontos |
| Pos | Equipe    | Pts | T     | V     | D     | V    | P    | R     | V      | P      | R      |
| --- | --------- | --- | ----- | ----- | ----- | ---- | ---- | ----- | ------ | ------ | ------ |
| 1   | Japão     | 8   | 4     | 4     | 0     | 12   | 0    | MAX   |        |        |        |
| 2   | Peru      | 7   | 4     | 3     | 1     | 9    | 4    | 2.250 |        |        |        |
| 3   | Canadá    | 6   | 4     | 2     | 2     | 7    | 6    | 1.167 |        |        |        |
| 4   | Argentina | 5   | 4     | 1     | 3     | 3    | 9    | 0.333 |        |        |        |
| 5   | Uruguai   | 4   | 4     | 0     | 4     | 0    | 12   | 0.000 |        |        |        |

| Data   | Equipe #1 | Placar | Equipe #2 | 1º Set | 2º Set | 3º Set | 4º Set | 5º Set | Total | Cidade   | Público |
| ------ | --------- | ------ | --------- | ------ | ------ | ------ | ------ | ------ | ----- | -------- | ------- |
| 19 out | Japão     | 3–0    | Uruguai   | 15–0   | 15–1   | 15–1   |        |        | 45–2  |          |         |
| 19 out | Peru      | 3–1    | Canadá    | 13–15  | 15–4   | 15–8   | 16–14  |        | 59–41 |          |         |
| 20 out | Japão     | 3–0    | Argentina | 15–1   | 15–2   | 15–0   |        |        | 45–3  | Rivera   |         |
| 20 out | Canadá    | 3–0    | Uruguai   | 15–2   | 15–5   | 15–3   |        |        | 45–10 | Mercedes |         |
| 21 out | Canadá    | 3–0    | Argentina | –      | –      | 15–7   |        |        | –     |          |         |
| 21 out | Peru      | 3–0    | Uruguai   | –      | –      | –      |        |        | –     |          |         |
| 22 out | Peru      | 3–0    | Argentina | 15–0   | 15–3   | 15–4   |        |        | 45-7  |          |         |
| 22 out | Japão     | 3–0    | Canadá    | –      | –      | –      |        |        | –     |          |         |
| 23 out | Japão     | 3–0    | Peru      | 15–8   | 15–6   | 15–3   |        |        | 45–17 |          |         |
| 23 out | Argentina | 3–0    | Uruguai   | 15–8   | 15–12  | 15–5   |        |        | 45–25 |          |         |

### Grupo B
|     |                 |     | Jogos | Jogos | Jogos | Sets | Sets | Sets  | Pontos | Pontos | Pontos |
| Pos | Equipe          | Pts | T     | V     | D     | V    | P    | R     | V      | P      | R      |
| --- | --------------- | --- | ----- | ----- | ----- | ---- | ---- | ----- | ------ | ------ | ------ |
| 1   | União Soviética | 8   | 4     | 4     | 0     | 12   | 0    | MAX   |        |        |        |
| 2   | Coreia do Sul   | 7   | 4     | 3     | 1     | 9    | 3    | 3.000 |        |        |        |
| 3   | Cuba            | 6   | 4     | 2     | 2     | 6    | 7    | 0.857 |        |        |        |
| 4   | Estados Unidos  | 5   | 4     | 1     | 3     | 4    | 9    | 0.444 |        |        |        |
| 5   | Brasil          | 4   | 4     | 0     | 4     | 0    | 12   | 0.000 |        |        |        |

| Data   | Equipe #1       | Placar | Equipe #2      | 1º Set | 2º Set | 3º Set | 4º Set | 5º Set | Total | Cidade     | Público |
| ------ | --------------- | ------ | -------------- | ------ | ------ | ------ | ------ | ------ | ----- | ---------- | ------- |
| 19 out | União Soviética | 3–0    | Estados Unidos | 15–3   | 15–3   | 15–6   |        |        | 45–12 |            |         |
| 19 out | Cuba            | 3–0    | Brasil         | 15–11  | 15–3   | 15–7   |        |        | 45–21 |            |         |
| 20 out | União Soviética | 3–0    | Brasil         | 15–1   | 15–2   | 15–3   |        |        | 45–6  | Montevidéu |         |
| 20 out | Coreia do Sul   | 3–0    | Estados Unidos | 15–6   | 15–8   | 15–2   |        |        | 45–16 | Montevidéu |         |
| 21 out | União Soviética | 3–0    | Cuba           | –      | –      | –      |        |        | –     |            |         |
| 21 out | Coreia do Sul   | 3–0    | Brasil         | 15–6   | 15–1   | 15–5   |        |        | 45–12 |            |         |
| 22 out | Coreia do Sul   | 3–0    | Cuba           | 15–7   | 15–3   | 15–6   |        |        | 45-16 |            |         |
| 22 out | Japão           | 3–0    | Canadá         | 15–12  | 15–0   | 15–9   |        |        | 45–21 |            |         |
| 23 out | Cuba            | 3–1    | Estados Unidos | –      | –      | –      | –      |        | -     |            |         |
| 23 out | União Soviética | 3–0    | Coreia do Sul  | –      | –      | –      |        |        | –     |            |         |

## Fase Final
Semifinais (1º - 4º)
| Data   | Equipe #1       | Placar | Equipe #2     | 1º Set | 2º Set | 3º Set | 4º Set | 5º Set | Total | Cidade     | Público |
| ------ | --------------- | ------ | ------------- | ------ | ------ | ------ | ------ | ------ | ----- | ---------- | ------- |
| 25 out | Japão           | 3–2    | Coreia do Sul | 15–9   | 8–15   | 15–7   | 11–15  | 15–9   | 64–55 | Montevidéu |         |
| 26 out | União Soviética | 3–0    | Peru          | 15–6   | 15–11  | 15–10  |        |        | 45–27 | Montevidéu |         |

Semifinais (5º - 8º)
| Data   | Equipe #1      | Placar | Equipe #2 | 1º Set | 2º Set | 3º Set | 4º Set | 5º Set | Total | Cidade     | Público |
| ------ | -------------- | ------ | --------- | ------ | ------ | ------ | ------ | ------ | ----- | ---------- | ------- |
| 25 out | Cuba           | 3–1    | Argentina | –      | –      | –      | –      | –      | –     | Montevidéu |         |
| 26 out | Estados Unidos | 3–1    | Canadá    | –      | –      | –      |        |        | –     | Montevidéu |         |

Disputa do 9º lugar
| Data   | Equipe #1 | Placar | Equipe #2 | 1º Set | 2º Set | 3º Set | 4º Set | 5º Set | Total | Cidade     | Público |
| ------ | --------- | ------ | --------- | ------ | ------ | ------ | ------ | ------ | ----- | ---------- | ------- |
| 27 out | Brasil    | 3–1    | Uruguai   | 15–5   | 15–5   | 14–16  | 15–2   |        | 59–28 | Montevidéu |         |

Disputa do 7º lugar
| Data   | Equipe #1 | Placar | Equipe #2 | 1º Set | 2º Set | 3º Set | 4º Set | 5º Set | Total | Cidade     | Público |
| ------ | --------- | ------ | --------- | ------ | ------ | ------ | ------ | ------ | ----- | ---------- | ------- |
| 28 out | Canadá    | 3–0    | Argentina | 15–7   | 15–7   | 15–10  |        |        | 45–24 | Montevidéu |         |

Disputa do 5º lugar
| Data   | Equipe #1 | Placar | Equipe #2      | 1º Set | 2º Set | 3º Set | 4º Set | 5º Set | Total | Cidade     | Público |
| ------ | --------- | ------ | -------------- | ------ | ------ | ------ | ------ | ------ | ----- | ---------- | ------- |
| 27 out | Cuba      | 3–1    | Estados Unidos | 16–18  | 15–1   | 15–8   | 15–6   |        | 61–33 | Montevidéu |         |

Disputa do 3º lugar
| Data   | Equipe #1     | Placar | Equipe #2 | 1º Set | 2º Set | 3º Set | 4º Set | 5º Set | Total | Cidade     | Público |
| ------ | ------------- | ------ | --------- | ------ | ------ | ------ | ------ | ------ | ----- | ---------- | ------- |
| 27 out | Coreia do Sul | 3–0    | Peru      | 15–12  | 15–13  | 15–3   |        |        | 45–28 | Montevidéu |         |

Final
| Data   | Equipe #1       | Placar | Equipe #2 | 1º Set | 2º Set | 3º Set | 4º Set | 5º Set | Total | Cidade     | Público |
| ------ | --------------- | ------ | --------- | ------ | ------ | ------ | ------ | ------ | ----- | ---------- | ------- |
| 28 out | União Soviética | 3–0    | Japão     | 15–5   | 15–9   | 15–11  |        |        | 45–25 | Montevidéu |         |

## Classificação final
| Pos | Equipe          |
|     | União Soviética |
|     | Japão           |
|     | Coreia do Sul   |
| 4   | Peru            |
| 5   | Cuba            |
| 6   | Estados Unidos  |
| 7   | Canadá          |
| 8   | Argentina       |
| 9   | Brasil          |
| 10  | Uruguai         |